# CE Constància
Club Esportiu Constància is een Spaans voetbalteam gevestigd in Inca, Mallorca, in de autonome gemeenschap van de Balearen. De club is opgericht in 1922 en het eerste mannenteam is momenteel actief in de Tercera Federación - Groep XI. Het eerste damesteam speelt in de Primera Autonómica, het vierde niveau, en het eerste team onder 19 is actief in de División de Honor, de hoogste categorie. Daarnaast heeft Constància tientallen teams in de jeugdopleiding.
Constància heeft in de 20e eeuw elf seizoenen in de Segunda División gespeeld en is daarmee de op een na meest succesvolle voetbalclub in de geschiedenis van de Balearen. Bovendien heeft de club meer dan 60 seizoenen gespeeld in de Tercera División, het hoogste aantal van alle Balearische voetbalclubs.
Constància werkt alle thuiswedstrijden af in het Nou Camp d'Inca, in de stad Inca, het stadion van de club sinds de inauguratie in 1964. Het stadion heeft 10.000 zitplaatsen en is daarmee het een na grootste stadion van de Balearen.

## Geschiedenis

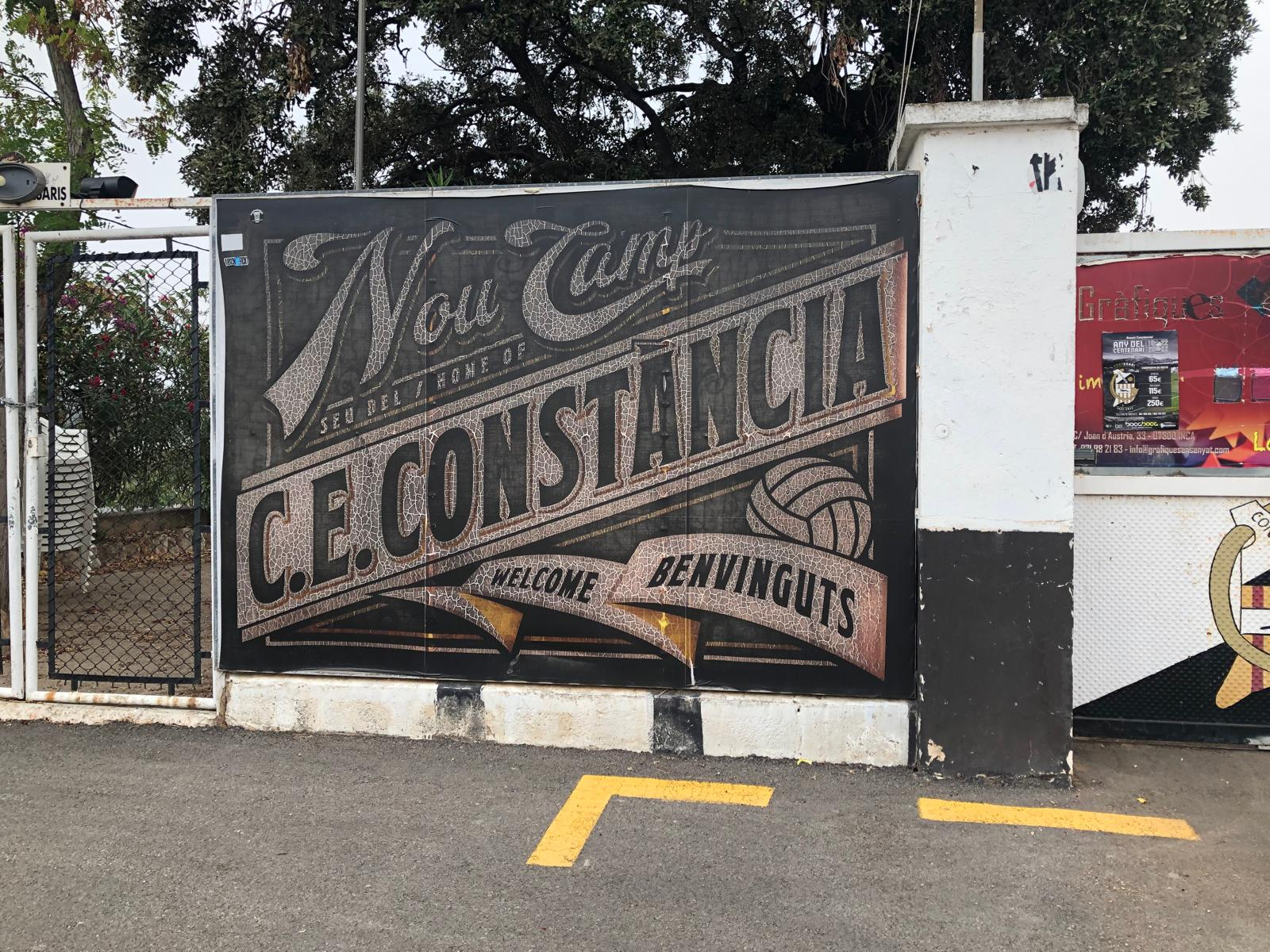
Toegangspoort bij het Nou Camp d'Inca

### Naam evolutie
- Constancia Foot-ball Club (1922-1941)
- Club Deportivo Constancia (1941-2010)
- Club Esportiu Constància (2010-heden)[4]

### Begin van het voetbal in Inca
Het eerste voetbalteam dat in Inca werd opgericht was FC Inca (1910), de voetbalafdeling van de organisatie Centro Recreativo in dezelfde stad, maar een paar maanden na oprichting stopte deze club met alle activiteiten. De stad zat jarenlang zonder voetbalclub, was pas veranderde in 1921 met de oprichting van FC Inquense, verbonden aan dezelfde vereniging als eerder.

### Oprichting van CE Constància (1922)
Club Esportiu Constància werd opgericht op 2 december 1922 als de voetbalafdeling van de vereniging met dezelfde naam. Aanvankelijk bestond er een rivaliteit tussen Constància en Inquense, maar toen de eerste beduidend sterker werd dan de tweede, werd Inquense opgeheven en sloten veel spelers zich aan bij Constància.
In 1924 debuteerde Constància in het Kampioenschap van Mallorca, waar de club uitgroeide tot een belangrijke naam in het voetbalpanorama van Mallorca. Ondertussen ontwikkelde Constància zich als een club met een arbeidersbasis, aangezien Inca vroeger een stad was met veel fabrieken. Bovendien werd de club een symbool van voetbal in het Part Forana (de delen van Mallorca buiten Palma ), omdat het de sterkste voetbalclub buiten de hoofdstad was.

### De jaren dertig. Ontwikkeling, titels en oorlog
Tijdens de jaren dertig was Constància de belangrijkste concurrent van Alfons XIII (het huidige RCD Mallorca), wat voor een rivaliteit zorgde, gestimuleerd door de sociaaleconomische en politieke verschillen tussen de supporters van beide teams. In hetzelfde decennium won Constància drie keer op rij het Kampioenschap van Mallorca (1933, 1934 en 1935) en kroonde zich eenmaal tot kampioen van de Balearen (1935).
Het begin van de Spaanse Burgeroorlog in 1936 had een aanzienlijke invloed op de ontwikkeling van Constància. Volgens recent onderzoek was Constància een van de meest vervolgde voetbalclubs in Spanje en werden vier spelers geëxecuteerd door de Franco-troepen. Tijdens de oorlog gingen de voetbalcompetities op Mallorca door en in 1939 won Constància voor de vierde keer het Kampioenschap van Mallorca.

### De jaren veertig. Promotie naar de Segunda División en bijna naar La Liga
Na het einde van de burgeroorlog in 1939 werd de Spaanse voetbalpyramide opnieuw vormgegeven en werd Constància geselecteerd om deel te nemen aan de Segunda División vanwege het kampioenschap het seizoen ervoor. In 1939-40 degradeerde de club, maar keerde terug voor het seizoen 1941-42. Constància speelde vier seizoenen op rij op het tweede niveau, waarvan 1943-44 het beste seizoen was, toen de club als derde eindigde en bijna promoveerde naar La Liga. Het volgende seizoen speelde Constància de laatste wedstrijd van de reguliere competitie tegen CD Mallorca terwijl beide teams dicht bij de degradatiezone stonden. De wedstrijd eindigde in het voordeel van Mallorca na veel controversiële beslissingen van scheidsrechter Agustí Cruellas, die decennialang in Inca werd herinnerd, waarna Constància moest meedoen aan de degradatie-play-off. De club verloor de play-off en degradeerde naar zo de Tercera División.

### De jaren vijftig. Een dieptepunt
Na de degradatie naar de Tercera División in 1945 lukte het Constància niet om snel terug te keren naar het tweede niveau en moest zelfs tijdelijk alle activiteiten stopzetten na een ernstige institutionele en financiële crisis. De club degradeerde naar de regionale divisies, maar keerde een paar jaar later terug op het derde niveau.

### De jaren zestig. Laatste jaren in de Segunda División
Na een sterk seizoen promoveerde Constància in 1962 voor de derde keer naar de Segunda División. Ondanks dat ze meer opeenvolgende seizoenen in de tweede divisie speelden dan in de jaren veertig, bestonden de zes seizoenen tussen 1962 en 1968 uit meer teleurstellende eindklasseringen. Het seizoen 1967-68 zou het laatste zijn van de elf seizoenen die Constància op het tweede niveau heeft gespeeld. Een ander hoogtepunt uit dit decennium, concreet op 29 augustus 1965, was de opening van het Nou Camp d'Inca stadion.

### Rest van de 20e eeuw. Degradatie en consolidatie in de Tercera División
De degradatie van 1968 veroorzaakte een nieuwe crisis in de club, die eindigde in een opeenvolgende degradatie naar de regionale amateurcompetities. Constància had vijf jaar nodig om weer op te klimmen naar de Tercera División, een competitie waarin het sindsdien bijna altijd actief is.
Bovendien hield de rivaliteit tussen Constància en RCD Mallorca na de jaren zestig ophouden te bestaan, vanwege zowel het gebrek aan directe confrontaties als de geografische afstand tussen Palma en Inca .
Tijdens de rest van de 20e eeuw speelde Constància nagenoeg alleen in de Tercera División, op één seizoen in de Segunda División B (1987-88) en twee seizoenen in de Regional Preferente (1990-92) na.

### 21e eeuw. Een nieuwe promotie en het honderdjarig bestaan
De dynamiek van de laatste decennia van de 20e eeuw bleef onveranderd tijdens de eerste decennia van de 21e eeuw. Constància speelde weer bijna alleen maar in de Tercera División (tot 2021) en de vervangende Tercera Federación (na 2021), met uitzondering van twee jaargangen in de Segunda División B (2012-13 en 2013-14), de laatste keren dat de club buiten het huidige vijfde niveau van het Spaanse voetbal speelde.
In 2022, het jaar van de viering van het honderdjarig bestaan van de club, ontving Constància van de Insulaire Raad van Mallorca de Medaille van Eer en Dankbaarheid van het eiland Mallorca. Bovendien ontwierp de club een speciaal logo en shirt ter ere van het honderdjarig bestaan.

## Seizoen tot seizoen
| Seizoen | Niveau           | Divisie          | Plaats           | Copa del Rey |
| ------- | ---------------- | ---------------- | ---------------- | ------------ |
| 1939–40 | 2                | 2ª               | 5e               |              |
| 1940–41 | 3                | 3ª               | 1st              | Tweede ronde |
| 1941–42 | 2                | 2ª               | 4e               |              |
| 1942–43 | 2                | 2ª               | 3e               | Ronde van 16 |
| 1943–44 | 2                | 2ª               | 3e               | Ronde van 32 |
| 1944–45 | 2                | 2ª               | 12e              | Eerste ronde |
| 1945–46 | 3                | 3ª               | 2e               |              |
| 1946–47 | 3                | 3ª               | 5e               |              |
| 1947–48 | 3                | 3ª               | 6e               | Eerste ronde |
| 1948–49 | 3                | 3ª               | 7e               | Tweede ronde |
| 1949–50 | 3                | 3ª               | 15e              |              |
| 1950–51 | 3                | 3ª               | 14e              |              |
| 1951–52 | Niet deelgenomen | Niet deelgenomen | Niet deelgenomen |              |
| 1952–53 | 4                | 1ª Reg.          | 1e               |              |
| 1953–54 | 3                | 3ª               | 9e               |              |
| 1954–55 | 3                | 3ª               | 2e               |              |
| 1955–56 | 3                | 3ª               | 8e               |              |
| 1956–57 | 3                | 3ª               | 5e               |              |
| 1957–58 | 3                | 3ª               | 3e               |              |
| 1958–59 | 3                | 3ª               | 2e               |              |

| Seizoen | Niveau | Divisie    | Plaats | Copa del Rey |
| ------- | ------ | ---------- | ------ | ------------ |
| 1959–60 | 3      | 3ª         | 9e     |              |
| 1960–61 | 3      | 3ª         | 2e     |              |
| 1961–62 | 3      | 3ª         | 1e     |              |
| 1962–63 | 2      | 2ª         | 12e    | Eerste ronde |
| 1963–64 | 2      | 2ª         | 10e    | Ronde van 32 |
| 1964–65 | 2      | 2ª         | 13e    | Eerste ronde |
| 1965–66 | 2      | 2ª         | 13e    | Eerste ronde |
| 1966–67 | 2      | 2ª         | 14e    | Eerste ronde |
| 1967–68 | 2      | 2ª         | 16e    | Eerste ronde |
| 1968–69 | 3      | 3ª         | 17e    |              |
| 1969–70 | 4      | 1ª Reg.    | 3e     |              |
| 1970–71 | 4      | 1ª Reg.    | 4e     |              |
| 1971–72 | 4      | 1ª Reg.    | 1e     |              |
| 1972–73 | 4      | Reg. Pref. | 9e     |              |
| 1973–74 | 4      | Reg. Pref. | 2e     |              |
| 1974–75 | 3      | 3ª         | 3e     | Vierde ronde |
| 1975–76 | 3      | 3ª         | 10e    |              |
| 1976–77 | 3      | 3ª         | 15e    | Eerste ronde |
| 1977–78 | 4      | 3ª         | 12e    | Eerste ronde |
| 1978–79 | 4      | 3ª         | 11e    |              |

| Seizoen | Niveau | Divisie    | Plaats | Copa del Rey |
| ------- | ------ | ---------- | ------ | ------------ |
| 1979–80 | 4      | 3ª         | 4e     | Tweede ronde |
| 1980–81 | 4      | 3ª         | 2e     |              |
| 1981–82 | 4      | 3ª         | 2e     | Eerste ronde |
| 1982–83 | 4      | 3ª         | 1e     | Eerste ronde |
| 1983–84 | 4      | 3ª         | 1e     | Tweede ronde |
| 1984–85 | 4      | 3ª         | 8e     |              |
| 1985–86 | 4      | 3ª         | 5e     |              |
| 1986–87 | 4      | 3ª         | 4e     | Eerste ronde |
| 1987–88 | 3      | 2ª B       | 17e    | Tweede ronde |
| 1988–89 | 4      | 3ª         | 8e     | Eerste ronde |
| 1989–90 | 4      | 3ª         | 17e    |              |
| 1990–91 | 5      | Reg. Pref. | 7e     |              |
| 1991–92 | 5      | Reg. Pref. | 3e     |              |
| 1992–93 | 4      | 3ª         | 15e    |              |
| 1993–94 | 4      | 3ª         | 8e     |              |
| 1994–95 | 4      | 3ª         | 11e    |              |
| 1995–96 | 4      | 3ª         | 5e     |              |
| 1996–97 | 4      | 3ª         | 1e     |              |
| 1997–98 | 4      | 3ª         | 2e     |              |
| 1998–99 | 4      | 3ª         | 1e     |              |

| Seizoen   | Niveau | Divisie | Plaats | Copa del Rey |
| --------- | ------ | ------- | ------ | ------------ |
| 1999–2000 | 4      | 3ª      | 2e     |              |
| 2000–01   | 4      | 3ª      | 5e     |              |
| 2001–02   | 4      | 3ª      | 3e     |              |
| 2002–03   | 4      | 3ª      | 2e     |              |
| 2003–04   | 4      | 3ª      | 6e     |              |
| 2004–05   | 4      | 3ª      | 1e     |              |
| 2005–06   | 4      | 3ª      | 13e    | Eerste ronde |
| 2006–07   | 4      | 3ª      | 15e    |              |
| 2007–08   | 4      | 3ª      | 6e     |              |
| 2008–09   | 4      | 3ª      | 10e    |              |
| 2009–10   | 4      | 3ª      | 3e     |              |
| 2010–11   | 4      | 3ª      | 3e     |              |
| 2011–12   | 4      | 3ª      | 1e     |              |
| 2012–13   | 3      | 2ª B    | 17e    | Derde ronde  |
| 2013–14   | 3      | 2ª B    | 19e    |              |
| 2014–15   | 4      | 3ª      | 5e     |              |
| 2015–16   | 4      | 3ª      | 4e     |              |
| 2016–17   | 4      | 3ª      | 8e     |              |
| 2017–18   | 4      | 3ª      | 8e     |              |
| 2018–19   | 4      | 3ª      | 10e    |              |

| Seizoen | Niveau | Divisie | Plaats  | Copa del Rey |
| ------- | ------ | ------- | ------- | ------------ |
| 2019–20 | 4      | 3ª      | 8e      |              |
| 2020–21 | 4      | 3ª      | 3e / 5e |              |
| 2021–22 | 5      | 3ª RFEF | 7e      |              |
| 2022–23 | 5      | 3ª Fed. | 6e      |              |
| 2023–24 | 5      | 3ª Fed. | 7e      |              |

- 11 seizoenen in de Segunda División
- 3 seizoenen in de Segunda División B
- 59 seizoenen in de Tercera División
- 3 seizoenen in de Tercera Federación
- 9 seizoenen in de regionale divisies

## Prijzenkast

### Nationale toernooien
- Tercera División (8): 1940–41, 1961–62, 1982–83, 1983–84, 1996–97, 1998–99, 2004–05, 2011–12
- Regionale categorieën: 1952–53, 1971–72

### Regionale toernooien
- Kampioenschap van Mallorca (4): 1932-33, 1933-34, 1934-35, 1938-39
- Kampioenschap van de Balearen (1): 1934-35

## Lijst van presidenten
Door de jaren heen heeft Constància minstens 35 verschillende presidenten gehad.
| President               | Periode | President                  | Periode    |
| ----------------------- | ------- | -------------------------- | ---------- |
| Miguel Beltrán Planas   | 1922-25 | Juan Amer Llobera          | 1969-73    |
| Bartomeu Payeras Ferrer | 1922-25 | Jaume Moyer Martorell      | 1973-77    |
| Lorenzo Marqués Ramis   | 1922-25 | Andreu Pol Bonín           | 1977-79    |
| Pere Siquier Martí      | 1939-42 | Jordi Cerdà Borràs         | 1979-86    |
| Bartomeu Fluxà Mut      | 1939-42 | José García Cerdà          | 1986-90    |
| Andrés Mateu Pericàs    | 1939-42 | Manuel García Alba         | 1990-91    |
| Rafel Ramis             | 1939-42 | Àngel García Bonafè        | 1991-95    |
| Luis Aguacil Montis     | 1939-42 | Miquel Llompart Mora       | 1995-98    |
| Miguel Guasp Ferrer     | 1939-42 | Andreu Sacares Genestra    | 1998-99    |
| Andreu Bestard Oliver   | 1952-55 | Antonio Martorell Llompart | 1999-2001  |
| Pere Prast Janer        | 1955-56 | Jorge Guirado Martínez     | 2001-11    |
| Antoni Prats Balaguer   | 1956-57 | Antonio Ramis Martínez     | 2011-14    |
| Antoni Benàssar Rolando | 1960-63 | Gabriel Burguera Canals    | 2014-16    |
| Antoni Ferrari Campaner | 1963-66 | Andreu Gili Biscaí         | 2016-17    |
| Miquel Sastre Terrasa   | 1966-67 | Rafel Palou Amer           | 2017-23    |
| Mateu Pieras Balle      | 1967-68 | Valeria Bouzada            | 2023-heden |
| P. Siquier              | 1968-69 |                            |            |
| A. Melis                | 1968-69 |                            |            |
| T. Vaquer               | 1968-69 |                            |            |

## Stadion
Op 29 augustus 1965 werd het Nou Camp d'Inca geopend, een stadion in Inca met een capaciteit van 10.000 zitplaatsen. Het is na het Estadi de Son Moix het grootste voetbalstadion van de Balearen. Het veld bestaat uit natuurgras en heeft een afmeting van 105x67 meter.
Hiervoor speelde de club in twee andere stadions. De eerste was het Camp des Blanquer (1923-1929), en de tweede was het Camp des Cos (1929-1965), dat de club vanwege een ernstige economische crisis moest verkopen.

## Belangrijke oud-spelers

### Internationals
- José Luis Riera
- Tomeu Llompart
- Antoni Amengual
- Miguel Gual
- Gonzalo Beitia
- Florencio Amarilla
- Faust Laguardia

### Andere belangrijke oud-spelers
- Vernon De Marco
- Pedro Mairata
- José Luis Rondo
- Adrián Salcedo
- Nico Baleani
- Pep Biel
- Joan Femenías